# 新史太閤記
『新史 太閤記』（しんし たいこうき）は、司馬遼太郎の歴史小説。尾張国の貧農から身を起こして天下人となり、「戦国一の出世頭」と呼ばれた豊臣秀吉の壮年期を扱った作品である。
『小説新潮』誌上で、1966年（昭和41年）2月号から1968年（昭和43年）3月号まで連載された。

## 概要
『国盗り物語』・『関ヶ原』と連なる司馬の「戦国三部作」の一作である。
秀吉の少年時代から、流浪の生活を経た末に織田信長に仕えて出世を重ね、本能寺の変後に自ら天下取りに乗り出す様が躍動感溢れる筆致で描かれる。既存の様々な『太閤記』を踏襲しており、殊に秀吉の人間的魅力を評して「人蕩し」（ひとたらし）と呼ぶ箇所が頻出する点は、山路愛山の『豊太閤』（現行では『豊臣秀吉』岩波文庫全2巻）の影響を強く受けている。小牧・長久手の戦い後の徳川家康との講和で筆を置き、秀吉の晩年には触れられない。晩年と没する前後は、『関ヶ原』で読むことができる。
1973年のNHK大河ドラマ『国盗り物語』では、原作の一部となった。

## あらすじ
その男は尾張国の貧農の泥のような家に生まれた。矮小短躯に醜怪な面貌をのせた風体から「猿」などというみじめな名で呼ばれ、常に周囲からいじめ抜かれて育った。長じた後も身の丈は五尺にすら届かず膂力にも恵まれなかったが、しかしこの猿男には泉のように湧き出る智恵と誰にも負けぬ抜群の機転があった。力も門地も何も持たぬ自分だが、智恵さえ活かせばこの野猿のような男でも世に立つ瀬があるのではないか。そう考えた猿は、才覚を元手に銭をいくらでも増やしてゆく商人に憧れ、故郷を飛び出して人生を切り開くことを決意する。
やがて商人よりも武士のほうがはるかに才覚がものをいう渡世であることを知るに及んで、猿は武士になることを望むようになる。諸国を流浪した末に織田家の上総介信長の噂を耳にした猿は、この尾張の若き大名に仕えることにする。信長は奇行が多く悪名高い「うつけ殿」であったが、先年家督を継ぐや意外な力量を見せ、衆目を集め始めていた。珍妙な面構えを気に入られた猿は小者として信長に仕えることとなり、ここぞとばかりに働いて寵を得る。猿にとって何より魅力的だったのは、信長が貴賎などに頓着せず、働き様によって誰でも士分に取り立ててくれることだった。機転の利きようを買われた猿は「木下藤吉郎」と人がましい名を得て戦にも出、信長の期待に十分以上に応えた。小兵であるから豪傑のような活躍はできないものの、部隊の指揮が巧妙で戦場での駆け引きに長け、唐突な変事にも機敏に対処する。何より部下の扱いが上手く、巧みにその心をつかんで離さず死地にすら喜んで赴かせるような人格的魅力は、「人蕩し」とでもいうべき異能の才であった。藤吉郎は外交でもその「人蕩し」の才を発揮し、戦の前に敵方の国衆を次々と籠絡して戦端を開く以前に帰趨を決めてしまうといった勢いであった。醜いとはいえ愛嬌のある面相で相手の心をつかみ、己の猿面すら武器にして自身の懐に引きずり込む異能は、さながら傀儡師か万歳楽か、はたまた狂言師のようであった。いやさ、この世は一場の狂言のようなものではないかと藤吉郎は思う。刀槍場裡で目立つような働きはできずとも、この智恵と珍奇な面相を使って狂言師にでもなったつもりで世を渡っていけば、あるいは大身を成すこともできるやもしれぬ。
桶狭間の戦いで今川義元を討ち取り、美濃をも併呑して一躍名を上げた信長は、京へ上洛して宿願であった天下取りへと足を踏み出し、近畿をほぼ制圧することに成功する。信長にその才覚を高く評価された藤吉郎は、抜擢に抜擢を重ねて異例の出世を果たし、名を「羽柴筑前守秀吉」と改めて北近江においてついに大名に任ぜられる。さらには中国平定の要である毛利氏の攻略をも命ぜられることになり、藤吉郎改め秀吉は織田家第一の将としての地位を確立した。ところが中国攻めを敢行する中、信長が重臣・明智光秀の謀反に遭い非業に斃れたという驚天動地の報せがもたらされる。秀吉は突然の変報に衝撃を受けるものの、気を取り直すや直ちに毛利氏と講和を結び、昼夜を問わぬ大強行軍で中国から取って返し、山崎の戦いで光秀を討ち取ることに成功する。見事に信長の復仇を成し遂げた秀吉はその功をもって信長の後継を決める清州会議に臨み、筆頭家老・柴田勝家の推す三男の信孝を退け、嫡孫である三法師を跡目につけた。秀吉の魂胆はまだ幼い三法師を後継者に据え、自身はその後見につくことで織田家の家政を牛耳ることにあった。いや、秀吉は織田家からの天下の簒奪を考えていた。諸将を巧みに懐柔して己の幕下に取り込むと、秀吉は孤立させた勝家を賤ヶ岳の戦いにおいて討ち破り、旧信長領の大部分を掌握した。もとより秀吉の泉のごとく湧き出る智恵は詐略・陰謀といった悪謀を考えることに巧みであり、これまでそうした悪才を天性の明るさと信義の厚さという徳で包み込んでものの見事に美質に転換させてきたが、この時もことさら陽気に振る舞うことで天下の簒奪という大悪事を悪事と思わせずに世情の祝福を勝ち取ろうとした。さながら祭礼の音頭を執るかのようなその賑々しさに惹かれ、我が身の帰趨に迷っていた諸将も続々と秀吉の下に参集したのだった。
勝家の死は、秀吉にとってそのまま織田家の消滅を意味した。形の上で三法師を頂いていようとも、信長の実質的な後継者は秀吉であることはすでに誰もが否定し得ないことであった。それまで自身の行動を束縛してきた織田家という縛りが無くなり、誰憚ることなく存分に持ち前の能力を発揮できるようになった秀吉は、いよいよ天下取りの道へと走り出すこととなる。行く手に立ちふさがる者も得意の調略術で次々と籠絡し、昨日の敵も今日には部下にしてしまう手腕は、さながら満天下に魔術を披露するかのようであった。もはや秀吉による天下統一を阻む者はいないかに見えたが、東海にただ一人徳川家康という存在がいた。信長の長年の同盟者であり信義を違えぬ律義者として知られた家康であったが、本能寺の変の後に俄に天下への野心を顕し、甲州・信州の信長の遺領を手中にして、東海地方をほぼ支配下に収めた。東海に家康という巨魁が控えている以上、東国は無論のこと西国の平定に出ることもできない。自らの外交的優位性を知悉する家康は恫喝しようが甘言を弄しようが微塵も動じず、秀吉を大いに当惑させた。やがて秀吉は小牧・長久手の戦いにおいて干戈を交えることになるものの手痛い敗北を喫し、局地戦とはいえ秀吉相手に快勝を上げた家康は、東海に巨大な独立圏を創りあげる。秀吉は家康という存在に苦しみながらも、しかし新たに築いた大坂城を拠点に外交調略によってじわじわとその勢力を拡大してゆき、ついに朝廷から「豊臣」の氏を下賜されて関白に任ぜられる。人臣最高位にまで上り詰めた秀吉の威望は天下を覆うこととなり、その政権基盤は確固としたものとして確立した。ことここに至れば抵抗も詮無しと見た家康は、秀吉の意向に応じて大坂へ上ることを決める。
上坂し拝謁を明日に控えた前夜、家康の宿所に僅かな供回りを連れただけで秀吉本人が押しかけてきた。わざわざ敵の懐中に飛び込むような振る舞いに家康は度肝を抜かれるが、秀吉は呆気にとられる家康に拝謁の席では諸侯の見ている中で尊大に構える自分に慇懃な拝礼をして欲しいとのうのうとのたまう。慎重居士として知られる家康もその不敵な態度に吹き出してしまい、この男の大度量には到底かなわぬと感じ入り、秀吉に対し臣従を誓った。天下取りの最大の障壁であった家康を恭順させた秀吉は、快活な笑いを振りまきながら天下人への階段を駆け上がっていった。秀吉の天下取りは一遍の狂言で決まった。振り返ればそもそも織田家に仕えた振り出しから、この男の人生とは狂言に次ぐ狂言の繰り返しであった。やがて十余年の後に迎える臨終の間際、生涯の最期に詠んだ辞世にはその地肌ともいうべき狂歌の匂いがにじみ出ている。
「露と置き露と消えぬるわが身かな　浪華のことは夢のまた夢」

## 主な登場人物
豊臣秀吉
本作の主人公。尾張の貧村・中村の出身。猿に似た醜悪な面貌の持ち主で、身の丈五尺にも満たぬ矮躯の小男。しかし無尽蔵に湧き出る智恵だけは誰にも負けず、その才覚を織田信長に見出されて累進を重ね、卑賎の身から大名に成り上がるという異例の出世を成し遂げる。本能寺の変後は復仇を果たした功績から信長の実質的な後継者となり、その事業を引き継いで天下統一に成功した。
人の心理の機微を鋭敏に見抜くことに超人的な能力を持ち、とびきりの愛嬌で相手の心をつかんで離さず、自身の人柄で蕩してしまうその異能の才は「人蕩しの天才」と呼ばれた。人を無用に殺すことを好まず、時には戦の敗者も鷹揚に許して好条件で迎える寛容さは、多くの大名を恭順させ天下統一の原動力となった。一方で、一見天真爛漫で毒気の無いような素振りを見せながらも己の所作が与える効果を充分に知悉しており、政治的に計算し抜いた上でそうした振る舞いを行う。詐略・陰謀といった悪漢としての才能をことごとく備えているともいえるが、しかしそうした悪才を天性の明るさと信義の厚さという徳で包み込み、ものの見事に美質に転換させている。
日本史における経済の勃興期に生まれ、商業の先進地帯である尾張に育ち、また若年の頃に商人を経験したことから極めて優れた経済感覚を持ち、日本全体を覆う巨大な経済圏を作り上げ、領土の多寡ではなく経済力を持って支配するというかつて誰もが考え得なかった統治方法を創始した。得意の外交においても商人的感覚をもって利害を説き、利を第一に相手を説得するその交渉術は多分に商人めいたものであり、軍略でも調略に主眼を置いて実際の戦端を開く前に戦勝を決めてしまうという点で、鎌倉・室町期の武士とはまるで異なる思考法を持っている。軍略については野戦・城攻めともに熟達しているが殊に城攻めを得意とし、城の隣に新たな付城を併設したり城の周囲を長大な柵で取り囲んで兵糧攻めにするという土木工事に等しい攻城法は、力攻めでしかなかったそれまでの城攻めの概念を大きく塗り変えた。
寧々
秀吉の正妻。織田家の足軽頭の浅野又右衛門の養女として育ち、長じて浅野家に出入りしていた秀吉と結ばれる。資性の聡明さで秀吉の良き相談相手となり、夫を少壮の頃から内助の功で大いに支えた。
秀吉が大名の地位についてからは、正婦人として奥向きのことを采配するようになるが、秀吉の女癖の悪さに度々泣かされた。が、新しく側女を入れる度に次々と屁理屈を弁じ立てる秀吉に上手く丸め込まれ、悋気を妬く間もなく苦笑混じりに許す他なくなった。
織田信長
尾張の戦国大名。少年時代は奇矯な行動の多さから「うつけ殿」などと仇名されたが、父・信秀の死に伴って家督を継ぐや世情が瞠目するような活躍を見せ、破天荒ではあるが斬新な政略・軍略で畿内を平定した。秀吉の世にも珍妙な面相を気に入って小者として召し抱えるが、機転の利き様から便利使いをしているうちにその才能を見出し、やがて無二の重臣として寵用するようになる。才覚もさることながら秀吉のはち切れんばかりの愛嬌を好み、豪放磊落な性格を「大気者」と評した。秀吉も卑賎の身から抜擢されてついには大名にまで取り立てられたことに大恩を感じ、政軍ともに神韻を帯びるようなその天才性にも心酔し、さながら神を祀るようにこの主人を崇拝した。
徹底した合理主義者で人間の存在を機能としてしか見ず、人間をさながら道具のように扱う酷薄さは、必要とあらば味方を平然と見殺しにすることも厭わない。猜疑心が異常なほど強くうかつに疑念を持たれれば家臣ですら放逐されかねない危うさがあり、そうした信長の性格を知悉する秀吉はことさらに陽気で裏表のない忠臣を演じ、甚だ仕えにくいこの主人に誰よりも上手く仕えた。秀吉はこのような酷薄苛烈な性格が信長という天才の限界ではないかと密かに感じ、自身は逆に士卒の端々にまで信義をもって応じ、時には敵対者すら鷹揚に許すなど愛情を振りまくことで天下の人心を翕然と心服させることに務めた。
近畿をほぼ制圧して天下取りへと乗り出すものの本能寺の変で明智光秀の謀反に遭い、志半ばにして非業に斃れることとなる。
前田利家
織田家の武将。若年の頃から多くの戦功を立て、織田家中きっての武辺者として知られる。政治的な才智は乏しいが、無骨な武人であるだけに朴訥な性格で信義に篤い。秀吉とは少壮の頃から中が良く、織田家の譜代の出身でありながら秀吉の出自に偏見を持たず、無二の親友同士として相契った。
柴田勝家の組下大名として北陸の平定を補佐する中、本能寺の変報に接する。その後の織田家の相続争いではなりゆきで勝家方に味方するものの、秀吉への友誼から刀槍を交わす意気が揚がらずに悩み続けた。戦況が秀吉方に有利になるや、多少の保身意識も手伝って戦陣を離脱し、賤ヶ岳の戦いでの勝家方の敗因を作った。以後は秀吉の幕下に入り、秀吉の強い信任を得て北陸統治の要として後の豊臣政権下で重きをなすこととなる。
徳川家康
東海の小国・三河の大名。信長の長年の同盟者であり、乱世に稀な律義者として名高く、信長も無二の信頼を置いていた。信長が反織田同盟の渦中で窮地に追い込まれた際にも決して裏切らなかったが、しかし本能寺の変の後に俄に野心を顕し、信長の遺領を手中にして勢力を拡大し、東海地方をほぼ支配下に置いた。政軍ともに群を抜いた智謀の持ち主で、その存在は天下取りに乗り出した秀吉にとって最大の障壁となった。
賤ヶ岳の戦いの後は、織田家の社稷を狙う秀吉に反発した信長の次男・信雄の願いを受けて秀吉に対抗することとなる。小牧・長久手の戦いでは局地戦ではあったが快勝を収めて名を挙げ、秀吉の干渉できない東海に独立圏を築いた。しかし秀吉は家康の存在に苦しみながらも徐々に勢力を拡大して政権基盤を固めてゆき、やがて秀吉が実妹の旭姫や実母の大政所を人質に差し出すに及んでついに折れ、大坂に上って秀吉幕下の大名として恭順を誓った。
蜂須賀小六
秀吉の重臣。元は木曽川周辺に勢力を持つ土豪で、近隣で戦がある度に兵を引き連れて傭兵働きをしていた。闊達な性格で配下に集めたあぶれ者をよく統率し、織田家に仕える前の秀吉も身を寄せたことがあった。秀吉が織田家で頭角を現した後に家臣となり、殊に多くの野伏を使って諜報・工作活動で活躍した。
竹中半兵衛
秀吉の軍師。元は西美濃に領地を持つ豪族で、美濃の斎藤家に仕えていた。年少の頃より兵書に親しみ、長じて培われた卓抜した軍才で美濃に侵攻した織田軍を度々追い散らした。
しかし領土欲のようなものは寸毫も持たず、主人の斎藤竜興の懶惰な生活ぶりを諌めるために鮮やかな計略で稲葉山城を一時期占拠しながらも、諫言とともに城を返したこともある。その才覚と無欲さを気に入った信長は秀吉に半兵衛を籠絡することを命じ、秀吉自身も半兵衛を大いに気に入って再三半兵衛のもとに通いつめて織田家に勧誘した。半兵衛は信長の非情な性格を好まなかったが秀吉の人物には惚れ込み、天下取りを志向する織田家の下で自らの軍才を振ってみたいと考える表現欲もあり、秀吉の与力になることを条件として織田家に仕えることとなる。
秀吉の中国攻めを補佐する中、陣中で宿痾の結核をこじらせ若くして病没する。
黒田官兵衛
半兵衛と並ぶ秀吉のもう一人の軍師。元来は播州の小大名・小寺家の若家老であったが織田家の先進的な家風に惹かれ、織田方と中国の毛利方との間でどちらにつくか帰趨に迷っていた主家を説得して織田方に与させた。以後は与力として秀吉に仕え、腹心として補佐することとなる。
無類の謀才を持つ策士でありながら感傷的で情に脆い面もあり、秀吉の「人蕩し」を意識的な人心掌握術と見抜きながらもその魅力に逆らえずに心服する。その軍略の才は秀吉も舌を巻くほどのものであるが、常に温厚な人柄の内に比類なき機鋒を包み、我を主張することがない。欲望や野心が欠落しているかのように薄く、必要であればいくらでも我欲を削いで家臣や周囲の人間に平然と施してしまう。自我を捨て得る誠実さこそ第一級の策士の条件と常に意識し、信義に応える誠実さこそ命懸けの策謀と考える秀吉は、自身によく似たこの男に好意を持つと同時に密かに恐れた。
柴田勝家
織田家の筆頭家老。野戦指揮に熟達し、幾多の戦役で華々しい軍功を立てて信長に重用された。織田家譜代の出身であるために卑賎の出の秀吉を蔑み、ことあるごとに冷たくあたった。
信長が近畿を征して後に「北陸管領」に任ぜられ、越前に北ノ庄城を築いて北陸の平定を進めていたが、越後の上杉氏との抗争の最中に本能寺の変報を知る。信長亡き後の織田家の主導権を握るべく畿内に帰還するものの、いち早く光秀を討った秀吉に機先を制され後塵を拝した。以後は信長の三男・信孝を後継に推し、嫡孫の三法師を推す秀吉との知恵比べとなるものの、もとより外交感覚に欠ける上に筆頭家老という慢心から味方を引き込む努力を怠り、秀吉は勝家が一つ手を打つ間に十も二十も布石を打つといった勢いで味方を切り崩して勝家を孤立させ、ついには賤ヶ岳の戦いにおいて自害に追い込んだ。

## 書誌情報
- 新潮社単行本上下巻　1968年1月
- 新潮文庫上下巻　1973年5月(上 ISBN 4101152101、下 ISBN 410115211X)
  - 新装版上下巻　2007年9月
- 新潮社 愛蔵版全1巻　1992年8月（ISBN 4103097361）
- 文藝春秋司馬遼太郎全集17『新史太閤記』　1972年11月（ISBN 4165101702）